# Università del Kent
L'Università del Kent (University of Kent) è un'università britannica, con sedi in tre nazioni diverse (Regno Unito, Belgio, Francia). Fondata nel 1965, conta all'incirca 20 000 studenti. Il rettore è Sir Robert Worcester, già fondatore del MORI (Market and Opinion Research International Ltd.).